# Distretto di Čyhyryn
Il distretto di Čyhyryn (in ucraino Чигири́нський район?) era un distretto (rajon) dell'Ucraina, situato nell'oblast' di Čerkasy. Il suo capoluogo era Čyhyryn.
È stato soppresso con la riforma amministrativa del 2020.